# Varpasaari (ö i Norra Savolax, Kuopio, lat 62,90, long 27,56)
Varpasaari är en ö i Finland. Den ligger i sjön Kallavesi (norra delen) och i kommunen Kuopio i den ekonomiska regionen  Kuopio ekonomiska region  och landskapet Norra Savolax, i den centrala delen av landet, 300 km norr om huvudstaden Helsingfors. Öns area är 3,8 hektar och dess största längd är 360 meter i nord-sydlig riktning.